# Neritos subgaudialis
Neritos subgaudialis är en fjärilsart som beskrevs av Rothschild. Neritos subgaudialis ingår i släktet Neritos och familjen björnspinnare. Inga underarter finns listade i Catalogue of Life.